# Peter Roth-Ehrang
Peter Roth-Ehrang (* 8. Juni 1925 in Ehrang; † 28. Dezember 1966 in Hamburg) war ein deutscher Opernsänger (Bass) und Schauspieler.

## Leben

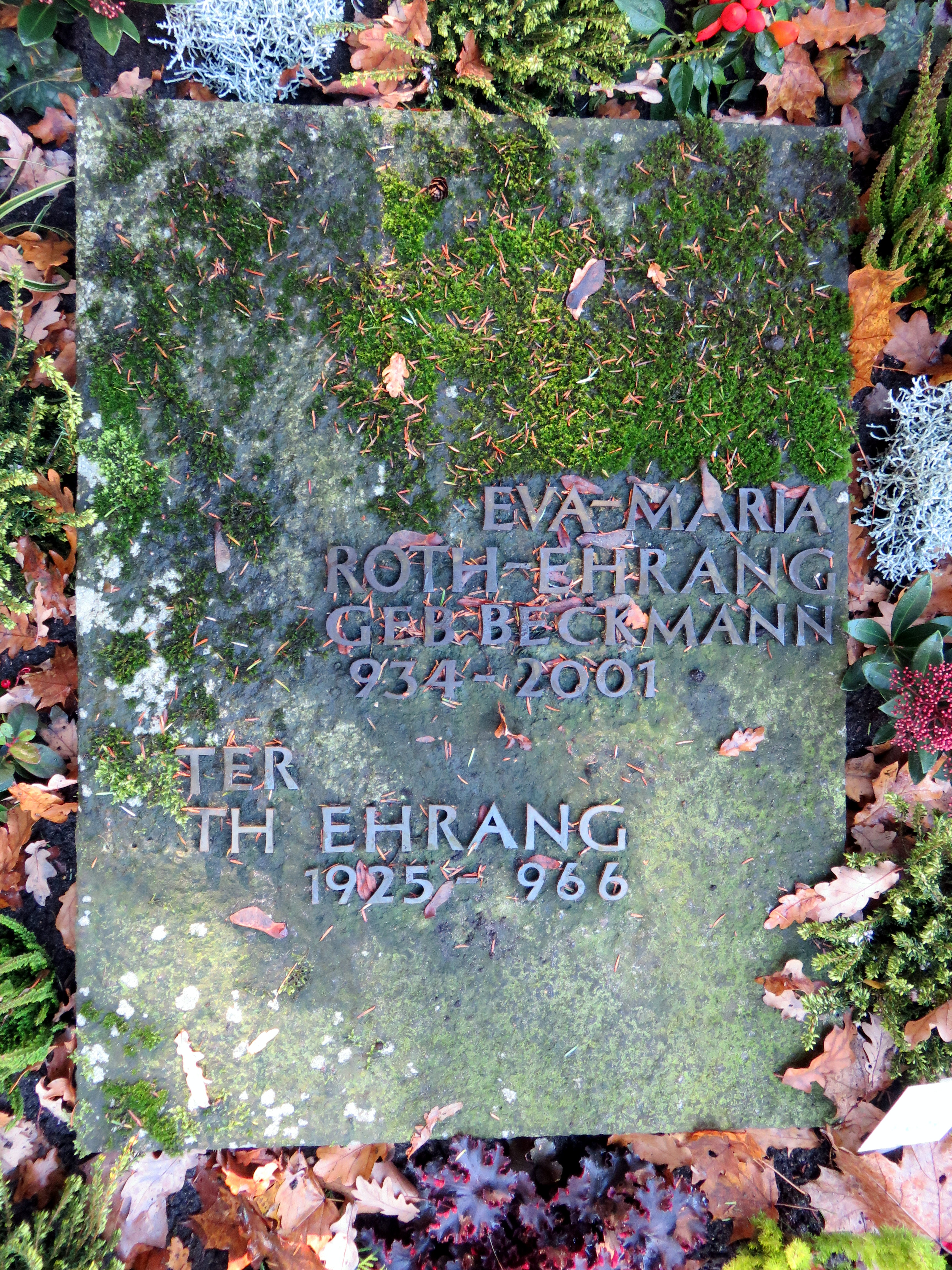
Kissenstein Peter Roth-Ehrang auf dem Friedhof Ohlsdorf

Peter Roth-Ehrang stammte aus einer Handwerkerfamilie; sein Vater war Buchdruckermeister. Bevor er die hauptberufliche Künstlerlaufbahn einschlug, war er gelernter Vermessungstechniker. Nach Entlassung aus französischer Kriegsgefangenschaft (Mai 1948) ließ Peter Roth-Ehrang seine Bass-Stimme in Trier und Wiesbaden ausbilden. Seinen Künstlernamen Peter Roth-Ehrang setzte er zusammen aus seinem bürgerlichen Namen Peter Roth und seinem Heimatort Ehrang.
Stationen seiner Karriere waren: Stadttheater Trier, Landestheater Dessau, Städtische Oper in Westberlin, Opernhaus Leipzig, Hamburger Staatsoper, Deutsche Festspiele in Mitteldeutschland, Bayreuther Festspiele, Händelfestspiele in Hannover-Herrenhausen und viele Gastspiele in deutschen und europäischen Städten.
Peter Roth-Ehrang war auch Schauspieler. In dem Fernsehfilm „Schwarzer Peter – Märchenoper für kleine und große Leute“ (1966) spielte er neben mit Theo Lingen, Brigitte Mira und Henry Vahl den Besenbinder. Bevor er seinen Gastspielvertrag an der Metropolitan Opera New York antreten konnte, verstarb er im Alter von 41 Jahren an den Folgen eines Herzinfarkts.
Seine Grabstelle befindet sich auf dem Friedhof Ohlsdorf im Planquadrat Y 10 (südwestlich Nordteich).

## Ehrungen
In seinem Heimatort Ehrang als „Roth’s Pitt“ bekannt, wurde ein Platz nach ihm benannt. Auf dem Peter-Roth-Platz befindet sich ein Brunnen mit Sitzbank und es ist eine Gedenktafel angebracht.
Seit den 1970er Jahren gab der Opernsänger Franz Grundheber alle fünf Jahre ein Konzert mit dem Männergesangverein Rheinland-Ehrang zum Andenken an seinen Mentor Peter Roth-Ehrang.

## Tonträger (Auswahl)
- Richard Wagner: Der Ring des Nibelungen. Line Music, Hamburg 2011.
- Claudio Monteverdi: L’Orfeo. M.A.T. Music Theme Licensing / Membran Entertainment Group, Hamburg 2010?.
- Adolphe Adam: Si j’étais roi / Wenn ich König wär’. (Auswahl) EMI-Electrola, Köln 2004.